# Atletiek op de Olympische Zomerspelen 2008 - Hink-stap-springen vrouwen
Het hink-stap-springen voor vrouwen op de Olympische Spelen van 2008 in Peking vond plaats in Peking op 15 (kwalificatieronde) en 17 augustus (finale) in het Nationale Stadion van Peking.
De olympische titel ging net als in 2004 naar Françoise Mbango Etone, die een afstand van 15,39 overbrugde, wat een nieuw olympisch record was.

## Kwalificatie-eisen
Elk Nationaal Olympisch Comité mocht drie atleten afvaardigen die in de kwalificatieperiode (1 januari 2007 tot 23 juli 2008) aan de A-limiet voldeden (14,20 m). Een NOC mocht een atlete afvaardigen, die in dezelfde kwalificatieperiode aan de B-limiet voldeed (14,00 m).

## Records
Vóór de Olympische Zomerspelen 2008 in Peking waren het wereldrecord en olympisch record voor dit onderdeel als volgt.
| Wereldrecord     | 15,50 m | Inessa Kravets | UKR | Göteborg, Zweden | 10 augustus 1995 |
| Olympisch record | 15,33 m | Inessa Kravets | UKR | Atlanta, USA     | 31 juli 1996     |

## Uitslagen
De volgende afkortingen worden gebruikt:
- DNS Niet gestart
- AR Continentaal record
- OR Olympisch record
- SB Beste seizoensprestatie
- Q Aan kwalificatie eis van 14,45 m voldaan
- q Gekwalificeerd door middel van bij de eerste twaalf te eindigen
- x Ongeldige sprong

### Kwalificatieronde
Groep A - 15 augustus 2008 21:40
| Plaats | Atlete               | Land | Kwalificatie | Kwalificatie | Kwalificatie | Resultaat    |
| Plaats | Atlete               | Land | Sprong 1     | Sprong 2     | Sprong 3     | Resultaat    |
| ------ | -------------------- | ---- | ------------ | ------------ | ------------ | ------------ |
| 1      | Yargelis Savigne     | CUB  | 14,37        | 14,99        |              | 14,99 Q      |
| 2      | Victoria Gurova      | RUS  | 14,44        | 14,78        |              | 14,78 Q      |
| 3      | Olga Rypakova        | KAZ  | 14,64        |              |              | 14,64 Q / SB |
| 4      | Anna Pjatych         | RUS  | x            | 14,45        |              | 14,45 Q      |
| 5      | Marija Šestak        | SLO  | x            | 14,44        | x            | 14,44 q      |
| 6      | Biljana Topic        | SRB  | x            | 14,11        | 14,14        | 14,14        |
| 7      | Teresa Nzola Meso Ba | FRA  | 14,11        | 14,11        | 13,98        | 14,11        |
| 8      | Mabel Gay            | CUB  | x            | x            | 14,09        | 14,09        |
| 9      | Carlota Castrejana   | ESP  | 14,02        | x            | x            | 14,02        |
| 10     | Svitlana Mamieieva   | UKR  | 13,73        | 13,89        | 14,01        | 14,01        |
| 11     | Magdelin Martinez    | ITA  | x            | 14,00        | 13,77        | 14,00        |
| 12     | Carolina Klüft       | SWE  | 13,60        | x            | 13,97        | 13,97        |
| 13     | Gita Dodova          | BUL  | x            | 13,47        | 13,53        | 13,53        |
| 14     | Erica McLain         | USA  | x            | 13,52        | dns          | 13,52        |
| 15     | Yelena Parfyonova    | KAZ  | 13,46        | x            | 13,38        | 13,46        |
| 16     | Chinonye Ohadugha    | NGR  | 12,92        | 12,86        | 13,29        | 13,29        |
| 17     | Kseniya Pryiemka     | BLR  | 13,08        | 12,79        | x            | 13,08        |
|        | Athanasia Perra      | GRE  | x            | x            | x            |              |

Groep B - 15 augustus 2008 21:40
| Plaats | Atlete                 | Land | Kwalificatie | Kwalificatie | Kwalificatie | Resultaat |
| Plaats | Atlete                 | Land | Sprong 1     | Sprong 2     | Sprong 3     | Resultaat |
| ------ | ---------------------- | ---- | ------------ | ------------ | ------------ | --------- |
| 1      | Hrysopiyi Devetzi      | GRE  | 14,92        |              |              | 14,92 Q   |
| 2      | Tatjana Lebedeva       | RUS  | 14,55        |              |              | 14,55 Q   |
| 3      | Françoise Mbango Etone | CMR  | 14,50        |              |              | 14,50 Q   |
| 4      | Olga Saladukha         | UKR  | 14,46        |              |              | 14,46 Q   |
| 5      | Xie Limei              | CHN  | 13,38        | 14,27        | 14,01        | 14,27 q   |
| 6      | Kaire Leibak           | EST  | 14,19        | 14,07        | x            | 14,19 q   |
| 7      | Tricia-Kaye Smith      | JAM  | 14,18        | x            | x            | 14,18 q   |
| 8      | Adelina Gavrila        | ROU  | 13,98        | 13,71        | 13,55        | 13,98     |
| 9      | Yarianna Martínez      | CUB  | 13,76        | 13,96        | 13,83        | 13,96     |
| 10     | Baya Rahouli           | ALG  | 13,80        | 13,57        | 13,87        | 13,87     |
| 11     | Gisele de Oliveira     | BRA  | x            | 13,81        | x            | 13,81     |
| 12     | Liliya Kulyk           | UKR  | 13,53        | 13,66        | 13,39        | 13,66     |
| 13     | Shani Marks            | USA  | 13,20        | 13,44        | x            | 13,44     |
| 14     | Anastasiya Juravleva   | UZB  | 13,36        | x            | x            | 13,36     |
| 15     | Irina Litvinenko       | KAZ  | 12,92        | 12,91        | x            | 12,92     |
|        | Yamilé Aldama          | SUD  | x            | x            | x            |           |
|        | Martina Sestakova      | CZE  | x            | x            | x            |           |
|        | Dana Veldáková         | SVK  | x            | x            | x            |           |

### Finale
17 augustus 2008 21:35
| Rang   | Atlete                 | Land | Kwalificatie | Kwalificatie | Kwalificatie | Kwalificatie | Kwalificatie | Kwalificatie | Resultaat | Extra   |
| Rang   | Atlete                 | Land | Sprong 1     | Sprong 2     | Sprong 3     | Sprong 4     | Sprong 5     | Sprong 6     | Resultaat | Extra   |
| ------ | ---------------------- | ---- | ------------ | ------------ | ------------ | ------------ | ------------ | ------------ | --------- | ------- |
| Goud   | Françoise Mbango Etone | CMR  | 15,19        | 15,39        | x            | 14,82        | x            | 14,88        | 15,39     | OR / AR |
| Zilver | Olga Rypakova          | KAZ  | x            | 14,83        | 14,93        | 15,03        | 15,11        | x            | 15,11     | AR      |
| Brons  | Yargelis Savigne       | CUB  | x            | 14,87        | 14,77        | 15,05        | x            | 14,91        | 15,05     |         |
| 4      | Marija Šestak          | SLO  | 15,03        | 14,65        | x            | 14,46        | 14,47        | 14,75        | 15,03     | NR      |
| 5      | Victoria Gurova        | RUS  | 14,38        | 14,04        | 14,77        | x            | 14,65        | x            | 14,77     |         |
| 6      | Anna Pjatych           | RUS  | 14,67        | 14,73        | 14,57        | x            | 14,67        | 14,28        | 14,73     |         |
| 7      | Olga Saladukha         | UKR  | 12,78        | 14,70        | 11,29        | geëlimineerd | geëlimineerd | geëlimineerd | 14,70     |         |
| 8      | Kaire Leibak           | EST  | 12,19        | 14,13        | x            | geëlimineerd | geëlimineerd | geëlimineerd | 14,13     |         |
| 9      | Tricia-Kaye Smith      | JAM  | 14,12        | 13,75        | x            | geëlimineerd | geëlimineerd | geëlimineerd | 14,12     |         |
| 10     | Limei Xie              | CHN  | 14,09        | 13,94        | 13,67        | geëlimineerd | geëlimineerd | geëlimineerd | 14,09     |         |
| DQ     | Tatjana Lebedeva       | RUS  | 15,00        | 15,17        | 15,32        | 14,40        | x            | x            | 15,32     | SB      |
| DQ     | Hrysopiyi Devetzi      | GRE  | 14,96        | 15,23        | x            | x            | x            | x            | 15,23     | SB      |